# Москаленко, Алексей Прокофьевич
Алексе́й Проко́фьевич Москале́нко (18 октября 1895, Батумский округ или Кутаисская губерния, Кавказская администрация — 16 июня 1961, Москва) — советский военачальник, генерал-майор (02.11.1944).

## Биография
Родился 18 октября 1895 года в населённом  пункте Смекаловка, ныне в черте города  Кобулети (Грузия).

### Военная служба

#### Первая мировая война и революция
В  мае 1915 года был мобилизован на военную службу и зачислен рядовым в 25-ю пограничную бригаду Кавказского фронта. В ее составе воевал против турецких войск. За боевые отличия произведен в младшие унтер-офицеры и затем командовал взводом. В январе 1918 года убыл с фронта.

#### Гражданская война
В  апреле 1918 года добровольно вступил в Вороицово-Николаевский отряд на ст. Торговая. 
В сентябре того же года, когда отряд влился в отряд И. А. Кочубея, был назначен в нём младшим командиром. Участвовал в боях на Кубани в районе Армавира и в Терской области против частей Добровольческой армии генералов М. В. Алексеева, А. И. Деникина, Л. Г. Корнилова. 
В феврале 1919 года был ранен и до ноября находился в госпиталях в Астрахани и Костроме. По излечении он был назначен помощником командира взвода запасного полка в городе Кострома. 
В марте 1920 года его командировали в город Екатеринодар на командные курсы действующих родов войск. 
В январе 1921 года был направлен в Отдельную Кавказскую Красную армию, где зачислен красноармейцем в 1-й кавалерийский полк 31-й стрелковой дивизии. С июля 1921 года командовал эскадроном в этом полку.

#### Межвоенные годы
В апреле 1922 года был переведён в 22-й Воронежский кавалерийский полк 4-й кавалерийской дивизии, в его составе исполнял должности командира эскадрона, командира взвода, помощником командира эскадрона, командира сабельного эскадрона. В октябре 1926 года назначен в 23-й Сталинградский кавалерийский полк этой же дивизии, где проходил службу помощником начальника штаба полка и командиром сабельного эскадрона. С ноября 1928 года командовал эскадроном в 21-м Ставропольском кавалерийском полку, затем вновь был переведен в 23-й Сталинградский кавалерийский полк на должность начальника полковой школы. Член ВКП(б) с 1931 года.  В марте 1935 года назначен начальником хозяйственного довольствия 38-го кавалерийского Ставропольского Краснознаменного полка 7-й кавалерийской дивизии БВО, с мая исполнял должность помощника командира полка. С января 1938 года - начальник военно-хозяйственной службы этой же дивизии, с июня - командир 37-го кавалерийского полка. В июле 1940 года назначен командиром 106-го мотострелкового полка 29-й моторизованной дивизии ЗапОВО.

#### Великая Отечественная война
В начале  войны полк под командованием полковника Москаленко в составе этой же дивизии 6-го механизированного корпуса 10-й армии Западного фронта вёл оборонительные бои в районе Гродно, Лида, Новогрудок. В конце июня 1941 года дивизия попала в окружение.  
После выхода к своим войскам в конце июля был назначен командиром 65-го кавалерийского полка 32-й кавалерийской дивизии Центрального фронта. В августе вступил во временное командование дивизией. С конца августа части дивизии под его командованием действовали в составе 21-й армии Брянского, затем Юго-Западного фронтов. С ноября дивизия находилась в резерве Юго-Западного фронта в районе села Подгорное Воронежской области, затем с 4 декабря 1941 года была включена в оперативную группу генерал-лейтенанта Ф. Я. Костенко Юго-Западного фронта. В ее составе участвовала в контрнаступлении под Москвой, в Елецкой наступательной операции. 
В январе 1942 года  назначен командиром  32-й кавалерийской дивизии, которая в составе оперативной группы фронта под командованием генерала В. Д. Крюченкина вела боевые действия в районе города Щигры. В начале февраля она была подчинена 21-й армии и вела оборонительные бои в районе Рубежное Харьковской области. В марте - мае 1942 года дивизия входила в состав 38-й и 28-й армий Юго-Западного фронта, оперативной группы фронта генерала В. Д. Крюченкина. Участвовала в Харьковском сражении. В начале июля 1942 года она в составе 38-й, затем 28-й армий Юго-Западного фронта принимала участие в Воронежско-Ворошиловградской оборонительной операции. 12 июля она была передана Сталинградскому фронту и после совершения марша по маршруту Котельниково, Чнликино, Лог, Серебряково сосредоточилась в районе Усть-Бузулукской. 
С декабря 1942 года полковник Москаленко – инспектор кавалерии Калининского фронта. С июля 1944 года исполнял должность командира 154-й стрелковой дивизии 6-й гвардейской армии 1-го Прибалтийского фронта. Части дивизии участвовали в Белорусской, Витебско-Оршанской, Полоцкой, Режицко-Двинской,  Шяуляйской наступательных операциях и освобождении города Двинск (Даугавпилс). В последующем дивизия вела наступательные бои в Латвии и Восточной Пруссии. Участвовала в Прибалтийской, Рижской и Мемельской наступательных операциях.
С января 1945 года генерал-майор  Москаленко находился на лечении в госпитале по болезни, затем был назначен командиром 251-й стрелковой дивизии 2-й гвардейской армии 3-го Белорусского фронта. Ее части вели успешные боевые действия южнее и юго-западнее Кенигсберга по уничтожению восточно-прусской группировки противника. С 30 марта 1945 года и до конца войны вновь лечился в госпитале в Москве. 
За время  войны комдив Москаленко был два раза персонально упомянут в благодарственных в приказах Верховного Главнокомандующего.

#### Послевоенное время
После войны  с сентября 1945 года занимал должность заместителя командира 16-го гвардейского стрелкового корпуса Особого военного округа (Кенигсберг). В апреле 1946 года генерал-майор Москаленко уволен в отставку.
Скончался 16 июня 1961 года в Москве.

## Награды
- орден Ленина (21.02.1945)[4][5]
- четыре ордена Красного Знамени (05.11.1941[6], 19.09.1944[7], 03.11.1944[8][5], 23.12.1946[9])
- орден Кутузова II степени (19.04.1945)[10]
- орден Отечественной войны I степени (02.05.1944)[11]
  - медали в том числе:
  - «XX лет Рабоче-Крестьянской Красной Армии» (1938)[7]
  - «За победу над Германией в Великой Отечественной войне 1941—1945 гг.» (1945)
  - «За взятие Кёнигсберга» (1945)

Приказы (благодарности) Верховного Главнокомандующего в которых отмечен А. П. Москаленко.
- За овладение штурмом городами Даугавпилс (Двинск) и Резекне (Режица) – важными железнодорожными узлами и мощными опорными пунктами обороны немцев на рижском направлении. 27 июля 1944 года. № 153.
- За завершение ликвидации окружённой восточно-прусской группы немецких войск юго-западнее Кёнигсберга. 29 марта 1945 года. № 317.